# Marcin Strzelec
gen. SW dr hab. Marcin Strzelec (ur. 1979 w Poznaniu) – generał Służby Więziennej, doktor habilitowany nauk społecznych w dyscyplinie nauki o bezpieczeństwie, magister inżynier, pierwszy rektor-komendant Szkoły Wyższej Wymiaru Sprawiedliwości (obecnie Akademii Wymiaru Sprawiedliwości) w Warszawie.

## Życiorys

### Wykształcenie
Jest absolwentem I Liceum Ogólnokształcącego im. A. Asnyka w Kaliszu. 
W 2003 roku ukończył studia na Wydziale Fizyki Technicznej, Informatyki i Matematyki Stosowanej Politechniki Łódzkiej, z tytułem magistra inżyniera informatyki ze specjalizacją w zakresie sieci i systemów informatycznych. 
Stopień naukowy doktora nauk społecznych w zakresie pedagogiki uzyskał w 2015 roku na Wydziale Pedagogiki Akademii Pedagogiki Specjalnej w Warszawie. 
W 2025r. decyzją Rady Dyscypliny Nauk o Bezpieczeństwie Wojskowej Akademii Technicznej w Warszawie nadano mu stopień naukowy doktora habilitowanego nauk o bezpieczeństwie.
Absolwent podyplomowego Studium Doskonalenia Menedżerów Oświaty w Kaliszu. Odbył kursy zdalnego nauczania w Akademii Humanistyczno-Ekonomicznej w Łodzi. Jest absolwentem studiów podyplomowych ARGO IESE w Barcelonie oraz MBA Głównej Szkoły Menadżerskiej w Warszawie.

### Praca zawodowa
W Służbie Więziennej zatrudniony od 2003 roku najpierw jako pracownik cywilny, a od 2004 jako funkcjonariusz.
W Centralnym Ośrodku Szkolenia Służby Więziennej w Kaliszu kierował Zakładem Technologii Informatycznych i Edukacyjnych COSSW. Inicjował wprowadzenie do systemu szkolenia w Służbie Więziennej elementy kształcenia zdalnego. Modernizował dydaktykę szkolenia zawodowego funkcjonariuszy Służby Więziennej wprowadzając System Obsługi Szkolenia „Słuchacz”, inicjował realizacje zajęć wspomaganych metodyką e-learningu. W ramach aktywności naukowej organizował w 2012 roku w COSSW w Kaliszu konferencję poświęconą zagadnieniu „Nowych technologii w edukacji służb mundurowych”, w której uczestniczy szerokie grono przedstawicieli wszystkich rodzajów służb. Wydarzenie skutkuje powołaniem i utworzeniem Forum Edukacyjnego Służb Mundurowych, organizował współpracę międzynarodową w tym współdziałania Ośrodka w ramach EPTA (European Penitentiary Training Academies – Europejskie Stowarzyszenie Akademii Penitencjarnych).
Od 2015 pełnił obowiązki zastępcy komendanta Centralnego Ośrodka Szkolenia Służby Więziennej w Kaliszu. Koordynował liczne działania modernizujące funkcjonowanie modelu kształcenia w systemie Służby Więziennej, koordynuje realizację międzynarodowych projektów edukacyjnych i naukowych.
W latach 2016–2017 w Ministerstwie Sprawiedliwości był członkiem zespołu ds. reformy Służby Więziennej.  W 2017 został wiceprzewodniczącym zespołu ds. systemu naboru i kształcenia w Służbie Więziennej powołanym w Ministerstwie Sprawiedliwości, a także pełnomocnikiem Ministra Sprawiedliwości ds. Muzeum Żołnierzy Wyklętych i Więźniów Politycznych PRL.
W latach 2017–2018 pełnił funkcję zastępcy Dyrektora Generalnego Służby Więziennej, gdzie nadzorował więzienny system zdrowia oraz projekty informatyzacji Służby Więziennej, a także budowę Muzeum Żołnierzy Wyklętych i Więźniów Politycznych PRL w gmachu przy Rakowieckiej.
Decyzją Sekretarza Stanu w Ministerstwie Sprawiedliwości - Patryka Jakiego od 1 stycznia 2019 roku rozpoczął kadencję rektora-komendanta Szkoły Wyższej Wymiaru Sprawiedliwości, z której odszedł w marcu 2023, by w kwietniu zostać jej prorektorem. 
Od 2025r. pełni funkcję Pełnomocnika ds. bezpieczeństwa Starosty Kaliskiego realizując m.in. zadania w zakresie koordynacji na obszarze Powiatu Kaliskiego realizacji zadań ochrony ludności i obrony cywilnej przez podmioty ochrony ludności, nadzorowania realizacji zadań ochrony ludności i obrony cywilnej przez podmioty ochrony ludności i obrony cywilnej na obszarze Powiatu oraz koordynowania współpracy między służbami, inspekcjami i strażami w zakresie realizacji zadań ochrony ludności i obrony cywilnej na obszarze Powiatu.

### Osiągnięcia zawodowe
W dniu 11 lutego 2021 roku otrzymał z rąk Prezydenta RP Andrzeja Dudy nominację na stopień generała Służby Więziennej.
Od roku 2017 jest członkiem Rady Naukowej Instytutu Ekspertyz Sądowych im. prof. dra Jana Sehna w Krakowie.
W 2024 roku startował w wyborach samorządowych do Rady Miasta Kalisza z listy Komitetu Wyborczego Prawa i Sprawiedliwości. Zdobył 11,41% głosów poparcia i uzyskał mandat radnego Miasta Kalisza.
Uchwałą Rady Miasta Kalisza został wybrany na Przewodniczącego Komisji Prawa, Porządku Publicznego oraz Samorządu Osiedlowego Rady Miasta Kalisza.
Jest członkiem Wspólnej Komisji Bezpieczeństwa i Porządku dla Miasta Kalisza i Powiatu Kaliskiego.
W 2025 roku dołączył do Obywatelskiego Komitetu Poparcia dra Karola Nawrockiego w wyborach na urząd Prezydenta RP.

## Odznaczenia
- 2021: Srebrny Krzyż Zasługi[13]
- 2022: Złota odznaka „Za zasługi w pracy penitencjarnej”[14][15]
- 2022: Odznaka „Honorowy Dawca Krwi – Zasłużony dla Zdrowia Narodu”[16]